# Чернівці-Південна
Чернівцí-Півде́нна — проміжна залізнична станція Івано-Франківської дирекції Львівської залізниці на неелектрифікованій лінії Чернівці-Північна — Багринівка між станціями Чернівці (5 км) та Великий Кучурів (14 км). Розташована у колишньому Першотравневому районі міста Чернівці, на вулиці Маловокзальній, 21-А.

## Історія

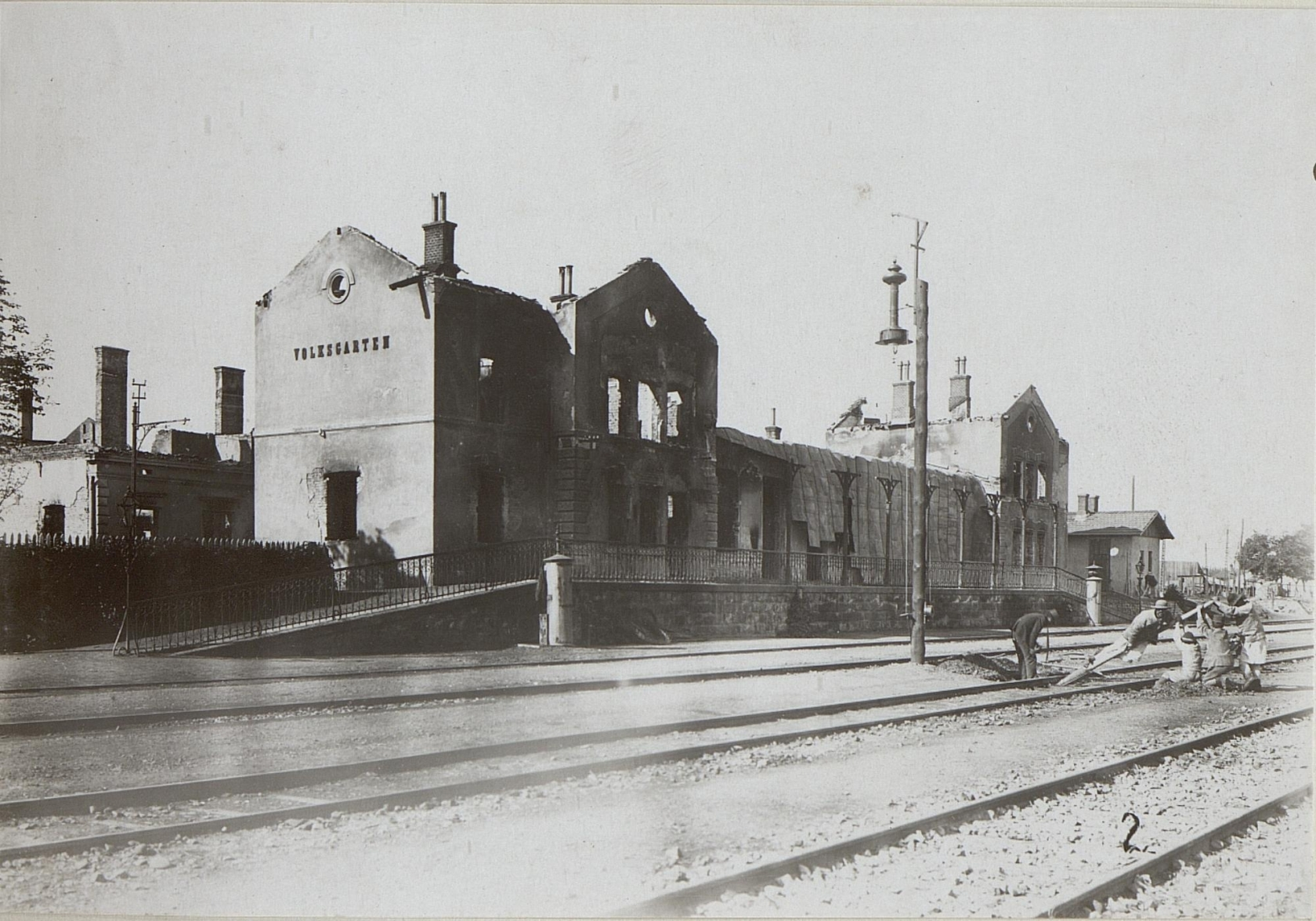
Колишня назва станції Volksgarten (вересень 1917)

Станція відкрита 15 жовтня 1869 року, під первинною назвою Volksgarten Czernowitz.

## Пасажирське сполучення
На станції зупиняються приміські поїзди Чернівці — Вадул-Сірет.
Приблизно за 600 м від станції знаходиться тролейбусна зупинка маршрутів № 3, 3А, 6, 6А «Друкарня» (на Головній вулиці), а за 400 м зупинка автобусних маршрутів № 26, 26А «Трикотажна фабрика» (на вулиці Каденюка).
З 31 березня 2019 року станція є кінцевою для регіонального експресу № 702/701 Львів — Чернівці. Крім того у складі приміських (вантажно-пасажирських) поїздів у напрямку станції Вадул-Сірет курсують причіпні вагони безпересадкового сполучення Київ-Пасажирський — Бухарест.